# スパイラルジンジャー

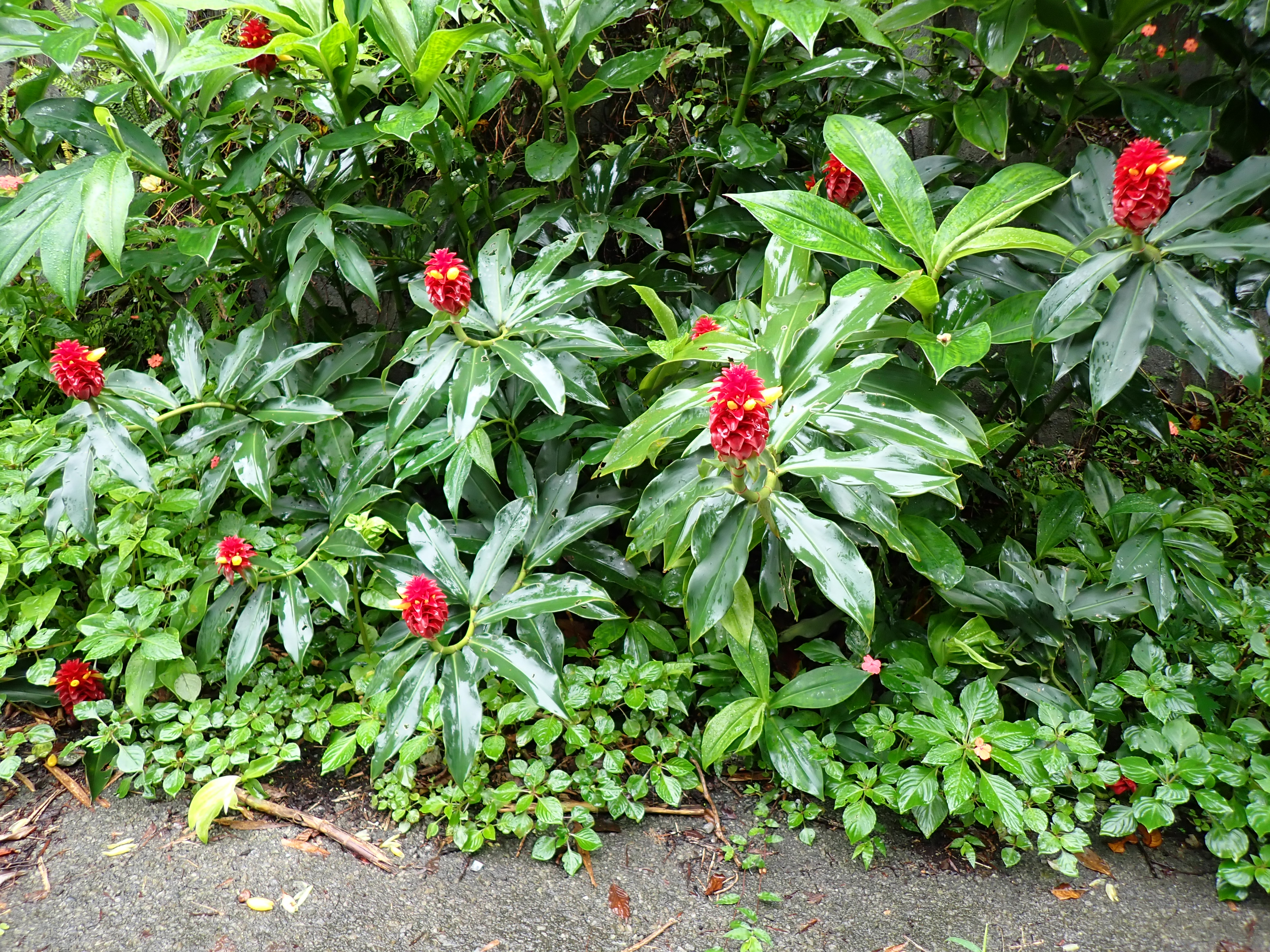
スパイラルジンジャー（2024年6月 沖縄県本部町）

スパイラルジンジャー（学名：Costus comosus var. bakeri）はオオホザキアヤメ科コスツス属の多年草。YListおよび跡見群芳譜では和名をウラゲフクジンソウと記している。かつては学名をCostus barbatusとされたが、C. barbatusはコスタリカ産の絶滅危惧種であり、広く流通する本種とは異なるとされている。

## 特徴
高さ1–3 m。ショウガ科とは異なり茎を有し、葉は長さ20–30 cmほどの長楕円形で全縁、茎に対して一列、螺旋状につく（互生ではない）。茎の先端に長さ5–25 cmの塔のような花序をつける。赤い花苞の脇から黄色い花を1–3輪ずつ咲かせる。花期は通年。。

## 分布、利用
中米原産。POWOではメキシコ南部～エクアドル原産としている。沖縄県内では庭植えにされる。株分けや挿し木で繁殖可能。